# Диоцез Хернёсанда
Диоцез Хернёсанда — диоцез Церкви Швеции в Вестерноррланде, сформированный в 1647 году. Диоцез насчитывает 52 прихода. Кафедральным собором диоцеза является Кафедральный собор Хернёсанда. С 2014 года епископом Хернёсанда является Ева Нордунг Бистрём.
В 1904 году от диоцеза Хернёсанда отделился диоцез Лулео. В период с 1994 по 2004 год несколько церквей епархии подверглись серии краж.